# Алеко Константинов
Алеко Константинов (1. јануар 1863 — 11. мај 1897) био је бугарски писац, правник, публициста и оснивач организованог туристичког покрета у Бугарској.

## Живот и активност
Алеко Константинов рођен је у Свиштову (13. јануара 1863. године) у угледној породици трговкиње Иванице Хаџиконстантинове, а по мајчиној линији потиче из велике видинске породице Шишманов. Школовао се код приватних наставника Емануела Васкидовича и Јанка Мустакова, у школи у Свиштову и у Априлској гимназији у Габрову. Средњу школу је завршио у Николаеву, а 1885. дипломирао је право на Новоруском универзитету у Одеси.
По повратку у Бугарску, Алеко је био судија (1885—1886) и тужилац (1886) Окружног суда у Софији, као и помоћник тужиоца (1886—1888) и судија у Софијском апелационом суду. Два пута је био отпуштен због политичких разлога. До краја свог живота био је адвокат у Софији.
Алеко Константинов убијен приликом неуспешног атентата на свог партнера Михаила Такева. 23. маја 1897. године обојица су били у пећини у којој је рођен Такев и у којој је изабран за посланика. Учествовали су у прослави празника Светих Ћирила и Методија. Увече истог дана, њих двојица су се упутили ка Пазарџику, али су се зауставили у селу Радилово. Такев и Алеко напустили су село око 22 часа. Милош Топалов и Петар Салепов пуцају на вагон и убијају Алека Константинова. Салепов и Топалов осуђени су на смрт, али је Салепов добио петнаест година затвора, зато што је био малолетан.

## Радови

### Рани радови
Прва штампана дела Алека Константинова су песме Огледало (1880) и Зашто? (1881), које су објављене у новинама „Читава Бугарска” и „Слободна Бугарска”. У њима он не крије свој став о политичкој ситуацији у Бугарској.

#### Фељтони
Као студент у граду Николаеву, Алеко пише фељтоне као знак ране шаљиве реакције на стварност. До краја живота створио је преко 40 фељтона. Главне теме у његовом раду су укидање изборних права бугарског народа, понашање министра, посланика, монаха и хитни социјални проблеми. Ствара равнотежу између љутње и смеха, мржње и бола, истовремено кршећи уметничке и етничке мере. Смех је мајсторски, он приговара, али и забавља. Уводи читаоца у ироничну „игру” кроз асоцијације, питања, референце и коментаре и ствара атмосферу поверења и опуштеног ћаскања. Управо та шаљива атмосфера прожима цео фељтон — од наслова до натписа и потписа. Често се претвара у оштар сарказам који се заснива на моралној анксиозности. Новитети у овом жанру су „Страст” и „Срећна Нова година”, где је предмет ироније аутор, који се дистанцирао, доказао своју духовну независност и формирао се као личност.

## Преводи
Алеко преводи дела А. С. Пушкин, Н. А. Некрасов, Молиер и др. Његова дела су преведена на око 30 језика. Први преводи датирају са краја XIX века (естонски, руски, српски) и почетка XX века (немачки, пољски, француски, чешки и други).

## Занимљивости
По Алеку је назван врх планине Риле, врх Алеко, туристички центар Алеко на Витоши, а 2017. године у његову част је раскрсница у Чикагу добила име Алеко Константинов.
Кућа музеја Алеко Константинов у Свиштову део је 100 Националних туристичких локација.
Занимљива је чињеница везана за руског цара Александра II. Наиме, он је током своје треће посете Бугарској одсео у кући Алека Константинова. По самом доласку приметио је да улаз у кућу краси велики венац од природног цвећа који су четири девојке држале одевене у народним ношњама. Са балкона куће свог оца, Алеко је посматрао прелазак руских трупа преко моста. Мали Алеко је присутан у овој сцени и то на њега оставља снажан утисак, усадивши у њему љубав према свему руском.
Уредба у Алековој кући сачувана је као и када је Александар II живео тамо, а од 1979. године кућа је постала музеј.